# Coppa del Mondo di skeleton 1998
La Coppa del Mondo di skeleton 1997/98, dodicesima edizione della manifestazione organizzata dalla Federazione Internazionale di Bob e Skeleton, è iniziata il 7 dicembre 1997 a La Plagne, in Francia, e si è conclusa il 7 febbraio 1998 a Calgary, in Germania. Furono disputate nove gare: cinque per quanto concerne gli uomini e quattro per le donne in altrettante località diverse.
Nel corso della stagione si tennero anche i campionati mondiali di Sankt Moritz 1998, in Svizzera, competizione non valida ai fini della Coppa del Mondo.
Vincitori delle coppe di cristallo, trofeo conferito ai vincitori del circuito, furono il tedesco Willi Schneider per gli uomini e la svizzera Maya Bieri per le donne, entrambi alla prima affermazione nel massimo circuito mondiale.

## Risultati

### Uomini
| Data             | Località   | Primi classificati         | Secondi classificati     | Terzi classificati       |
| ---------------- | ---------- | -------------------------- | ------------------------ | ------------------------ |
| 7 dicembre 1997  | La Plagne  | Willi Schneider Germania   | Ryan Davenport Canada    | Felix Poletti Svizzera   |
| 12 dicembre 1997 | Winterberg | Willi Schneider Germania   | Ryan Davenport Canada    | Alain Wicki Svizzera     |
| 17 gennaio 1998  | Igls       | Mario Guggenberger Austria | Willi Schneider Germania | Franz Plangger Austria   |
| 24 gennaio 1998  | Altenberg  | Jim Shea Stati Uniti       | Willi Schneider Germania | Chris Soule Stati Uniti  |
| 7 febbraio 1998  | Calgary    | Ryan Davenport Canada      | Jeff Pain Canada         | Willi Schneider Germania |

### Donne
| Data             | Località   | Prime classificate      | Seconde classificate    | Terze classificate     |
| ---------------- | ---------- | ----------------------- | ----------------------- | ---------------------- |
| 7 dicembre 1997  | La Plagne  | Maya Bieri Svizzera     | Steffi Hanzlik Germania | Ursi Walliser Svizzera |
| 12 dicembre 1997 | Winterberg | Maya Bieri Svizzera     | Susan Speiran Canada    | Ursi Walliser Svizzera |
| 24 gennaio 1998  | Altenberg  | Susan Speiran Canada    | Steffi Hanzlik Germania | Maya Bieri Svizzera    |
| 7 febbraio 1998  | Calgary    | Steffi Hanzlik Germania | Susan Speiran Canada    | Michelle Kelly Canada  |

## Classifiche

### Uomini
| Pos. | Nome pilota        | Nazione     | LPL | WIN | ILG | ALT | CAL | Punti |
| ---- | ------------------ | ----------- | --- | --- | --- | --- | --- | ----- |
| 1    | Willi Schneider    | Germania    | 1   | 1   | 2   | 2   | 3   | 214   |
| 2    | Kazuhiro Koshi     | Giappone    | 4   | 6   | 6   | 4   | 4   | 191   |
| 3    | Andy Böhme         | Germania    | 5   | 4   | 7   | 10  | 8   | 181   |
| 4    | Ryan Davenport     | Canada      | 2   | 2   | 4   | 31  | 1   | 180   |
| 5    | Kristan Bromley    | Regno Unito | 7   | 9   | 8   | 5   | 6   | 180   |
| 6    | Mario Guggenberger | Austria     | 20  | 5   | 1   | 8   | 11  | 173   |
| 7    | Chris Soule        | Stati Uniti | 17  | 7   | 14  | 3   | 7   | 167   |
| 8    | Jeff Pain          | Canada      | 11  | 11  | 16  | 13  | 2   | 163   |
| 9    | Walter Stern       | Austria     | 9   | 10  | 11  | 17  | 10  | 158   |
| 10   | Jim Shea           | Stati Uniti | 22  | 30  | 13  | 1   | 11  | 141   |

### Donne
| Pos. | Nome pilota           | Nazione     | LPL | WIN | ALT | CAL | Punti |
| ---- | --------------------- | ----------- | --- | --- | --- | --- | ----- |
| 1    | Maya Bieri            | Svizzera    | 1   | 1   | 3   | 4   | 68    |
| 2    | Steffi Hanzlik        | Germania    | 2   | 4   | 2   | 1   | 67    |
| 3    | Susan Speiran         | Canada      | 4   | 2   | 1   | 2   | 67    |
| 4    | Ursi Walliser         | Svizzera    | 3   | 3   | 15  | 7   | 40    |
| 5    | Alex Hamilton         | Regno Unito | 5   | 8   | 6   | 5   | 40    |
| 6    | Juleigh Walker        | Stati Uniti | 6   | 11  | 7   | 9   | 31    |
| 7    | Astrid Ebner          | Austria     | 11  | 6   | 5   | -   | 26    |
| 8    | Aya Shibata           | Giappone    | 9   | 10  | 11  | 8   | 26    |
| 9    | Mellisa Hollingsworth | Canada      | -   | 5   | -   | 6   | 24    |
| 10   | Diana Sartor          | Germania    | -   | 9   | 4   | -   | 20    |